# Jason Cohen

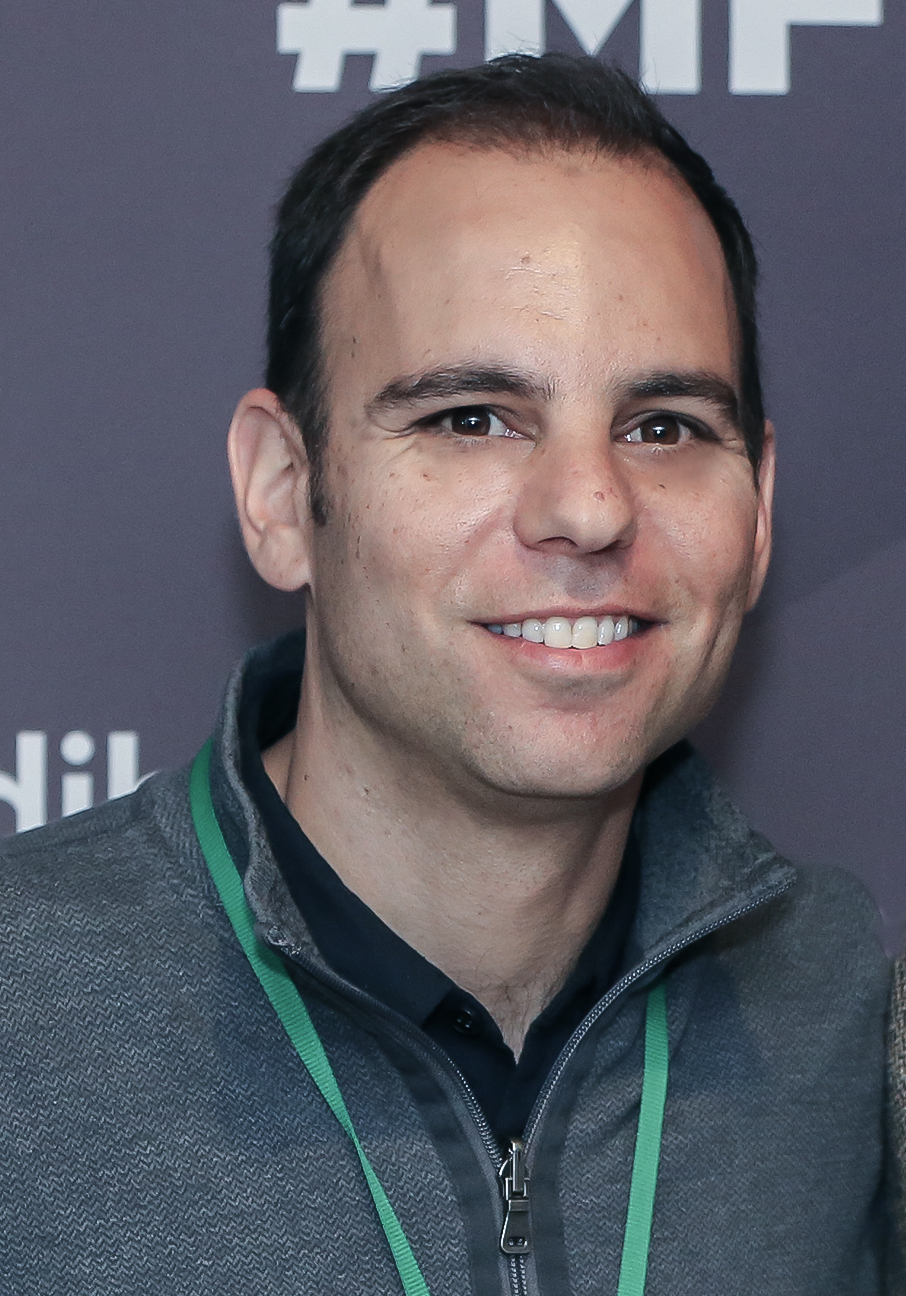
Jason Cohen

Jason Cohen ist ein US-amerikanischer Filmemacher von Dokumentarfilmen, der bei der Oscarverleihung 2014 für seine Arbeit bei Facing Fear für den Oscar in der Kategorie Bester Dokumentar-Kurzfilm nominiert war.

## Leben
Cohen studierte an der University of Wisconsin–Madison, wo er als Sportreporter für die Studentenzeitung The Daily Cardinal und als Praktikant für den Sportkanal WMTV arbeitete. Cohen arbeitet seit Beginn seiner Filmkarriere Anfang der 2000er Jahre immer wieder als Produzent mit dem Regisseur Steven Okazaki zusammen. Neben seinen Dokumentarfilmen hat Cohen mit Opal (2010) auch einen Spielfilm produziert, der die Geschichte des Autors Opal Whiteley erzählt. Zudem war er an zahlreichen Werbefilmen beteiligt, unter anderem für Nike, Gatorade und Microsoft. Für sein Filmprojekt Four Women, One World reiste Cohen nach Uganda, Indien, Haiti, Spanien und Italien. Inzwischen lebt er in San Francisco.

## Filmografie
- 2000: Black Tar Heroin: The Dark End of the Street (Dokumentarfilm, Produzent und Tontechniker)
- 2007: White Light/Black Rain: The Destruction of Hiroshima and Nagasaki (Dokumentarfilm, Produzent und zusätzlicher Ton)
- 2010: Opal (Produzent)
- 2013: Four Women, One World (Dokumentarfilm, Regisseur, Drehbuchautor und Produzent)
- 2013: Approximately Nels Cline (Dokumentarfilm, Produzent)
- 2013: Facing Fear (Dokumentar-Kurzfilm, Regisseur, Drehbuchautor, Produzent, zusätzlicher Tontechniker und Kameramann)